# Kypello Ellados 1972-1973
La Coppa di Grecia 1972-1973 è stata la 31ª edizione del torneo. La competizione è terminata il 17 giugno 1973. L'Olympiacos ha vinto il trofeo per la quindicesima volta, battendo in finale il PAOK.

## Primo turno
| Squadra 1          | Risultato         | Squadra 2           |
| ------------------ | ----------------- | ------------------- |
| Apollōn Smyrnīs    | 0 – 0 (4 – 5 dtr) | Egaleo              |
| Acharnaïkos        | 1 – 2 (dts)       | Fostiras            |
| Kallithea          | 1 – 0             | Rouf                |
| Ionikos            | 2 – 0 (dts)       | Vyzas               |
| Kalamata           | 0 – 1             | Proodeftikī         |
| Panachaïkī         | 5 – 0             | Atromitos Pireo     |
| OFI Creta          | 2 – 4             | Rodos               |
| Panīleiakos        | 0 – 1             | Korinthos           |
| Apollōn Kalamarias | 1 – 0             | GAS Veria           |
| Doxa Dramas        | 1 – 4             | Kavala              |
| Larissa            | 1 – 2 (dts)       | Pierikos            |
| Kastoria           | 1 – 2             | Makedonikos         |
| Nikī Volo          | 0 – 1             | Anagennīsī Karditsa |
| Kerkyra            | 0 – 1             | PAS Giannina        |

## Trentaduesimi di finale
| Squadra 1            | Risultato         | Squadra 2            |
| -------------------- | ----------------- | -------------------- |
| Olympiacos           | 5 – 0             | Koropi               |
| Egaleo               | 0 – 1 (dts)       | Panelefsiniakos      |
| Fostiras             | 3 – 0             | Atromītos            |
| Aias Salamina        | 0 – 1             | Panachaïkī           |
| Panathīnaïkos        | 2 – 0             | Petralona            |
| Proodeftikī          | 2 – 0             | Pannemeatikos        |
| AEK Atene            | 2 – 0             | Korinthos            |
| Panaigialeios        | 1 – 3             | Kallithea            |
| Asteras Amaliados    | 0 – 0 (3 – 2 dtr) | Ikaros Atene         |
| Paniōnios            | 2 – 1             | Omonia               |
| Argonaftis Pireo     | 4 – 3             | Īlisiakos            |
| Rodos                | 4 – 2             | Fivos Kremastis      |
| Ethnikos Asteras     | 2 – 1             | Orfeas Egaleo        |
| Panargeiakos         | 1 – 0             | Panaspropyrgiakos    |
| Pannafpliakos        | 0 – 3             | Ethnikos Pireo       |
| AO Chania            | 0 – 2 a tav.      | Ionikos              |
| Anagennisi Arta      | 4 – 3             | Patrasso             |
| Olympiakos Volos     | 2 – 1 (dts)       | Panserraïkos         |
| Kavala               | 3 – 2 (dts)       | Panthrakikos         |
| Apollon Kryas Vrysis | 1 – 2             | Īraklīs              |
| Thiva                | 0 – 2             | Trikala              |
| PAS Giannina         | 3 – 0             | Anagennīsī Karditsa  |
| Naoussa              | 2 – 0 (dts)       | Makedonikos          |
| Arīs Salonicco       | 2 – 0             | Nea Moudania         |
| Karditsa             | 1 – 0 (dts)       | Kilkisiakos          |
| Pierikos             | 1 – 0             | Anagennīsī Giannitsa |
| Florina              | 2 – 1 (dts)       | Pyrsos Grevena       |
| Almopos Arideas      | 0 – 1 (dts)       | Apollōn Kalamarias   |
| Skoda Xanthi         | 1 – 1 (4 – 5 dtr) | Pandramaïkos         |
| Chalkis              | 0 – 1             | Levadeiakos          |
| Anagennīsī Epanomī   | 0 – 3             | PAOK                 |
| Edessaïkos           | 0 – 1             | Finikas Polichni     |

## Sedicesimi di finale
| Squadra 1          | Risultato         | Squadra 2         |
| ------------------ | ----------------- | ----------------- |
| Ethnikos Pireo     | 6 – 0             | Asteras Amaliados |
| Argonaftis Pireo   | 0 – 2             | Panathīnaïkos     |
| Fostiras           | 7 – 0             | Proodeftikī       |
| Paniōnios          | 3 – 2             | Panachaïkī        |
| AEK Atene          | 9 – 0             | Ethnikos Asteras  |
| Panargeiakos       | 2 – 1 (dts)       | Kallithea         |
| Rodos              | 0 – 3             | Olympiacos        |
| Panelefsiniakos    | 2 – 1             | Ionikos           |
| PAOK               | 5 – 1             | Olympiakos Volos  |
| Naoussa            | 1 – 1 (5 – 1 dtr) | Pierikos          |
| Apollōn Kalamarias | 2 – 0             | Finikas Polichni  |
| Pandramaïkos       | 0 – 0 (3 – 1 dtr) | Īraklīs           |
| Levadeiakos        | 1 – 0             | Arīs Salonicco    |
| Trikala            | 1 – 1 (1 – 4 dtr) | Kavala            |
| Karditsa           | 2 – 0 a tav.      | Florina           |
| PAS Giannina       | 2 – 1             | Anagennisi Arta   |

## Ottavi di finale
| Squadra 1          | Risultato         | Squadra 2       |
| ------------------ | ----------------- | --------------- |
| Olympiacos         | 1 – 0             | PAS Giannina    |
| Fostiras           | 1 – 2 (dts)       | PAOK            |
| Panathīnaïkos      | 3 – 0             | Panelefsiniakos |
| Apollōn Kalamarias | 2 – 1             | AEK Atene       |
| Kavala             | 0 – 1 (dts)       | Ethnikos Pireo  |
| Karditsa           | 0 – 2             | Paniōnios       |
| Panargeiakos       | 0 – 0 (4 – 3 dtr) | Naoussa         |
| Pandramaïkos       | 2 – 0             | Levadeiakos     |

## Quarti di finale
| Squadra 1      | Risultato         | Squadra 2          |
| -------------- | ----------------- | ------------------ |
| Paniōnios      | 5 – 0             | Pandramaïkos       |
| PAOK           | 2 – 0             | Panathīnaïkos      |
| Olympiacos     | 3 – 2             | Panargeiakos       |
| Ethnikos Pireo | 1 – 1 (4 – 3 dtr) | Apollōn Kalamarias |

## Semifinali
| Squadra 1  | Risultato   | Squadra 2      |
| ---------- | ----------- | -------------- |
| Olympiacos | 2 – 1       | Paniōnios      |
| PAOK       | 3 – 2 (dts) | Ethnikos Pireo |

## Finale
| Arbitro: | Vital Loraux ( Belgio) |

|             |           |  |
| Angelis 46’ | Marcatori |  |